# Coptosia bithyniensis
Coptosia bithyniensis är en skalbaggsart som först beskrevs av Ludwig Ganglbauer 1884.  Coptosia bithyniensis ingår i släktet Coptosia och familjen långhorningar. Inga underarter finns listade i Catalogue of Life.